# Distance over Time
Distance over Time ist das vierzehnte Studioalbum der amerikanischen Progressive-Metal-/Progressive-Rock-Band Dream Theater und das erste Album der Band, das Platz eins der deutschen Charts erreichte sowie das kommerziell erfolgreichste bis dato. Es wurde am 22. Februar 2019 von InsideOut Music veröffentlicht.

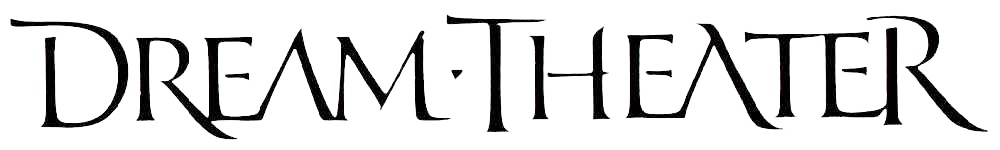

## Entstehung
Die Band schrieb das gesamte Album innerhalb von 18 Tagen und macht es damit zum am schnellsten geschriebenen Album der Band. Der Sound sollte härter als beim vorherigen Album The Astonishing (2016) sein. Aufgenommen wurde das Album in einem abgelegenen Scheunenstudio in den Catskill Mountains im US-Bundesstaat New York.

## Besetzung
- Gitarre: John Petrucci
- Keyboard: Jordan Rudess
- Gesang: James Labrie
- Bass: John Myung
- Schlagzeug: Mike Mangini

## Rezeption
Yan Vogel meint in Laut.de, dass die CD in erster Linie das Ergebnis einer langjährigen musikalischen Beziehung, in der alle Parteien es wagen, über den Tellerrand zu blicken sei und eine gesunde Mischung aus Technik und Natürlichkeit darstellt. Frank Thießies merkt bei Metal Hammer an, dass diese kompakte Song-Sammlung tatsächlich Assoziationen an den Esprit von Images and Words hervorruft und auch die Hymnenhaftigkeit teilt.

## Titel
| Nr. | Titel               | Autor(en)                                                    | Länge |
| --- | ------------------- | ------------------------------------------------------------ | ----- |
| 1.  | Untethered Angel    | John Petrucci                                                | 6:15  |
| 2.  | Paralyzed           | John Petrucci                                                | 4:18  |
| 3.  | Fall into the Light | John Petrucci / Jordan Rudess / Michael Mangini / John Myung | 7:05  |
| 4.  | Barstool Warrior    | John Petrucci                                                | 6:44  |
| 5.  | Room 137            | John Petrucci                                                | 4:23  |
| 6.  | S2N                 | John Petrucci                                                | 6:21  |
| 7.  | At Wit's End        | John Petrucci                                                | 9:21  |
| 8.  | Out of Reach        | John Petrucci                                                | 4:05  |
| 9.  | Pale Blue Dot       | John Petrucci                                                | 8:26  |
| 10. | Viper King          | John Myung / Jordan Rudess / John Petrucci / Michael Mangini | 4:01  |